# Mercado Central de Zaragoza
El Mercado Central de Zaragoza o de Lanuza fue diseñado en 1895 por el arquitecto aragonés Félix Navarro Pérez para sustituir al tradicional que se realizaba al aire libre en la antigua plaza del mercado. Fue encargado por la Sociedad Nuevo Mercado de Zaragoza y en 1903 ya estaba finalizado. Es monumento histórico nacional desde 1978 y Bien de Interés Cultural desde 1982.
El edificio construido en estructura de hierro tiene un diseño funcional y armonioso y una planta rectangular. Félix Navarro había estado en París y conocía Les Halles, obra que sin duda le influyó a la hora de diseñar el mercado central. Planeó una planta rectangular con tres naves, más amplia y alta la central. Toda la estructura descansa sobre un semisótano que servía de almacén y que al exterior presenta la imagen de un zócalo.
Los materiales utilizados combinan la piedra y la arquitectura del hierro y de cristal. Las portadas presentan elementos neoclásicos (galerías de arcos, decoración escultórica de alegorías de la agricultura, la caza, la pesca y el transporte, medallones, pináculos con remate de fruteros) al lado de retículas de forja. Los capiteles de las columnas de hierro tienen formas originales, como cestitos, hojas de acanto, palmas neoclásicas y frutas en racimo.
Entre 2018 y 2019 el Ayuntamiento de Zaragoza procedió a su rehabilitación, siendo la obra más importante de las realizadas en el inmueble desde su inauguración. El Proyecto fue dirigido por José Antonio Aranaz, Arquitecto Municipal, y redactado por los servicios técnicos de la empresa estatal MERCASA. El 5 de febrero de 2020 tuvo lugar su reinauguración.
Desde abril de 2020, la gerencia del mercado central la lleva Fernando Benito.